# Maria Szczepańska
Maria Klementyna Szczepańska (ur. 13 maja 1902 w Złoczowie, zm. 18 października 1962 w Poznaniu) – polska muzykolog.

## Życiorys
Była córką Jana (archeologa i filologa klasycznego) oraz Barbary Marii z domu Filtsch. Uczyła się we Lwowie - jednocześnie w gimnazjum, jak i w konserwatorium Polskiego Towarzystwa Muzycznego (gry fortepianowej). Konserwatorium ukończyła z wyróżnieniem w 1922 i w tym samym roku podjęła studia muzykologiczne pod kierunkiem Adolfa Chybińskiego na Uniwersytecie Jana Kazimierza. Doktoryzowała się w 1926 (praca pod tytułem O utworach Mikołaja Radomskiego, wydana w 1936). W 1926 została młodszą asystentka w Zakładzie Muzykologii, prowadziła tam zajęcia dydaktyczne, a od 1929 do 1931 wykładała też w lwowskiej Szkole Muzycznej im. Ignacego Paderewskiego oraz (do 1935) w konserwatorium Polskiego Towarzystwa Muzycznego. W latach 1940–1941 była asystentem, a następnie docentem, a w latach 1944–1945 profesorem i dziekanem Wydziału Teoretyczno-Historycznego Wyższej Szkoły Muzycznej we Lwowie. 
W maju 1946 została zaproszona przez Adolfa Chybińskiego do Poznania. Została tu starszym asystentem, a potem adiunktem Katedry Muzykologii Uniwersytetu Poznańskiego. W 1956 awansowała na docenta, a później na zastępcę profesora. Od 1957 kierowała formalnie Katedrą Muzykologii (de facto czyniła to od śmierci Chybińskiego w 1952). Prowadziła również wykłady z przedmiotów teoretycznych na Państwowej Wyższej Szkole Sztuk Plastycznych w Poznaniu.
19 stycznia 1955 na wniosek Ministra Kultury i Sztuki została odznaczona Medalem 10-lecia Polski Ludowej.
Zmarła w Poznaniu, pochowana na cmentarzu Górczyńskim (kwatera IIL1-2-5).

## Zainteresowania naukowe
Interesowała się w głównej mierze historią dawnej muzyki polskiej, zwłaszcza utworami wielogłosowymi z XV i XVI wieku. Dokonała przeniesienia na współczesną pisownię muzyczną licznych utworów XVI- i XVII-wiecznych lutnistów polskich. Wydała te utwory drukiem nakładem Wydawnictwa Dawnej Muzyki Polskiej. Opracowywała też do wydania utwory takich artystów jak Wacław z Szamotuł, Mikołaj Zieleński, czy Adam Jarzębski. 